# Louis Herman De Koninck
Louis Herman De Koninck (Sint-Gillis (Brussel), 31 maart 1896 - Ukkel (Brussel), 21 oktober 1984) was een Belgisch architect.
Hij behoort tot de voortrekkers van de Moderne Beweging en wordt beschouwd als de talentrijkste vertegenwoordiger van het functionalisme in België. Naast zijn bijzondere aandacht voor geschiedenis en vakmanschap deed hij onderzoek naar nieuwe bouwmaterialen en -technieken.
- Bibsys: 60243
- Bibliothèque nationale de France: cb16240316c (data)
- CiNii: DA05450376
- Gemeinsame Normdatei: 118995979
- International Standard Name Identifier: 0000 0001 0652 927X
- KulturNav: b300d5a6-3464-45d7-83f1-65c99b8e5daa
- Library of Congress Control Number: n89626384
- Nationale bibliotheek van Australië: 35634971
- Nederlandse Thesaurus van Auteursnamen: 068330774
- Réseau des bibliothèques de Suisse occidentale: 02-A000047970
- RKD-Nederlands Instituut voor Kunstgeschiedenis: 20705
- SNAC: w6225z2h
- Système universitaire de documentation: 059757035
- Union List of Artist Names: 500107052
- Virtual International Authority File: 5731475
- WorldCat: E39PBJfcRbwydVgkkkPyP3Tyh3